# 1984年ロサンゼルスオリンピックのアメリカ合衆国選手団
1984年ロサンゼルスオリンピックのアメリカ合衆国選手団（1984ねんロサンゼルスオリンピックのアメリカがっしゅうこくせんしゅだん）は、1984年7月28日から8月12日にかけてアメリカ合衆国のロサンゼルスで開催された1984年ロサンゼルスオリンピックのアメリカ合衆国選手団、およびその競技結果。

## 概要
今大会は金メダル83個、銀メダル61個、銅メダル30個の合計174個のメダルを獲得した。

## メダル
| メダル | 選手名                                                                                      | 競技   | 種目                       |
| ------ | ------------------------------------------------------------------------------------------- | ------ | -------------------------- |
| 金     | カール・ルイス                                                                              | 陸上   | 男子100m                   |
| 金     | カール・ルイス                                                                              | 陸上   | 男子200m                   |
| 金     | アロンゾ・バーバース                                                                        | 陸上   | 男子400m                   |
| 金     | ロジャー・キングダム                                                                        | 陸上   | 男子110mハードル           |
| 金     | エドウィン・モーゼス                                                                        | 陸上   | 男子400mハードル           |
| 金     | サム・グラディ ロン・ブラウン カルヴィン・スミス カール・ルイス                             | 陸上   | 男子4×100mリレー           |
| 金     | サンダー・ニックス レイ・アームステッド アロンゾ・バーバース アントニオ・マッケイ           | 陸上   | 男子4×400mリレー           |
| 金     | カール・ルイス                                                                              | 陸上   | 男子走幅跳                 |
| 金     | アル・ジョイナー                                                                            | 陸上   | 男子三段跳                 |
| 金     | エベリン・アシュフォード                                                                    | 陸上   | 女子100m                   |
| 金     | バレリー・ブリスコ・フックス                                                                | 陸上   | 女子200m                   |
| 金     | バレリー・ブリスコ・フックス                                                                | 陸上   | 女子400m                   |
| 金     | ジョーン・ベノイト                                                                          | 陸上   | 女子マラソン               |
| 金     | ベニータ・フィッツジェラルド＝ブラウン                                                      | 陸上   | 女子100mハードル           |
| 金     | アリス・ブラウン ジャネット・ボールデン チャンドラ・チーズボロー エベリン・アシュフォード   | 陸上   | 女子4×100mリレー           |
| 金     | リリー・レザーウッド シェリ・ハワード バレリー・ブリスコ・フックス チャンドラ・チーズボロー | 陸上   | 女子4×400mリレー           |
| 金     | ロウディ・ゲインズ                                                                          | 競泳   | 男子100m自由形             |
| 金     | ジョージ・ディカーロ                                                                        | 競泳   | 男子400m自由形             |
| 金     | マイク・オブライエン                                                                        | 競泳   | 男子1500m自由形            |
| 金     | リック・キャリー                                                                            | 競泳   | 男子100m背泳ぎ             |
| 金     | リック・キャリー                                                                            | 競泳   | 男子200m背泳ぎ             |
| 金     | スティーブ・ルンドクイスト                                                                  | 競泳   | 男子100m平泳ぎ             |
| 金     | クリス・キャバノー マイケル・ヒース マット・ビオンディ ロウディ・ゲインズ                   | 競泳   | 男子4×100m自由形リレー     |
| 金     | マイケル・ヒース デビッド・ラーソン ジェフリー・フロート ブルース・ヘイズ                   | 競泳   | 男子4×200m自由形リレー     |
| 金     | リック・キャリー スティーブ・ルンドクイスト パブロ・モラレス ロウディ・ゲインズ             | 競泳   | 男子4×100mメドレーリレー   |
| 金     | キャリー・スタインサイファー                                                                | 競泳   | 女子100m自由形             |
| 金     | ナンシー・ホグスヘッド                                                                      | 競泳   | 女子100m自由形             |
| 金     | メアリー・ウェイト                                                                          | 競泳   | 女子200m自由形             |
| 金     | ティファニー・コーエン                                                                      | 競泳   | 女子400m自由形             |
| 金     | ティファニー・コーエン                                                                      | 競泳   | 女子 800m自由形            |
| 金     | テレサ・アンドリュース                                                                      | 競泳   | 女子100m背泳ぎ             |
| 金     | メアリー・マーハー                                                                          | 競泳   | 女子100mバタフライ         |
| 金     | メアリー・マーハー                                                                          | 競泳   | 女子200mバタフライ         |
| 金     | トレーシー・コールキンズ                                                                    | 競泳   | 女子200m個人メドレー       |
| 金     | トレーシー・コールキンズ                                                                    | 競泳   | 女子400m個人メドレー       |
| 金     | ジェナ・ジョンソン カロリン・スタインサイファー ダラ・トーレス ナンシー・ホグスヘッド       | 競泳   | 女子4×100m自由形リレー     |
| 金     | テレサ・アンドリュース トレーシー・コールキンズ メアリー・マーハー ナンシー・ホグスヘッド   | 競泳   | 女子4×100mメドレーリレー   |
| 金     | アレクシー・グレウォール                                                                    | 自転車 | 男子個人ロードレース       |
| 金     | コニー・カーペンター                                                                        | 自転車 | 女子個人ロードレース       |
| 金     | マーク・ゴルスキー                                                                          | 自転車 | 男子スプリント             |
| 金     | スティーヴ・ヘッグ                                                                          | 自転車 | 男子4000m個人追い抜き      |
| 銀     | サム・グラディ                                                                              | 陸上   | 男子100m                   |
| 銀     | カーク・バプティスト                                                                        | 陸上   | 男子200m                   |
| 銀     | グレッグ・フォスター                                                                        | 陸上   | 男子110mハードル           |
| 銀     | ダニー・ハリス                                                                              | 陸上   | 男子400mハードル           |
| 銀     | マイク・コンリー                                                                            | 陸上   | 男子三段跳                 |
| 銀     | マイク・タリー                                                                              | 陸上   | 男子棒高跳                 |
| 銀     | マイケル・カーター                                                                          | 陸上   | 男子砲丸投                 |
| 銀     | マック・ウィルキンズ                                                                        | 陸上   | 男子円盤投                 |
| 銀     | アリス・ブラウン                                                                            | 陸上   | 女子100m                   |
| 銀     | フローレンス・グリフィス                                                                    | 陸上   | 女子200m                   |
| 銀     | チャンドラ・チーズボロー                                                                    | 陸上   | 女子400m                   |
| 銀     | キム・ギャラガー                                                                            | 陸上   | 女子800m                   |
| 銀     | ジュディ・ブラウン                                                                          | 陸上   | 女子400mハードル           |
| 銀     | レスリー・デニズ                                                                            | 陸上   | 女子円盤投                 |
| 銀     | ジャッキー・ジョイナー・カーシー                                                            | 陸上   | 女子七種競技               |
| 銀     | マイケル・ヒース                                                                            | 競泳   | 男子200m自由形             |
| 銀     | ジョン・マイカネン                                                                          | 競泳   | 男子400m自由形             |
| 銀     | ジョージ・ディカーロ                                                                        | 競泳   | 男子1500m自由形            |
| 銀     | デイブ・ウィルソン                                                                          | 競泳   | 男子100m背泳ぎ             |
| 銀     | パブロ・モラレス                                                                            | 競泳   | 男子100mバタフライ         |
| 銀     | パブロ・モラレス                                                                            | 競泳   | 男子200m個人メドレー       |
| 銀     | シンシア・ウッドヘッド                                                                      | 競泳   | 女子200m自由形             |
| 銀     | ミシェル・リチャードソン                                                                    | 競泳   | 女子800m自由形             |
| 銀     | ベッツィ・ミッチェル                                                                        | 競泳   | 女子100m背泳ぎ             |
| 銀     | エイミー・ホワイト                                                                          | 競泳   | 女子200m背泳ぎ             |
| 銀     | スーザン・ラップ                                                                            | 競泳   | 女子200m平泳ぎ             |
| 銀     | ジェナ・ジョンソン                                                                          | 競泳   | 女子100mバタフライ         |
| 銀     | ナンシー・ホグスヘッド                                                                      | 競泳   | 女子200m個人メドレー       |
| 銀     | レベッカ・トゥイッグ                                                                        | 自転車 | 女子個人ロードレース       |
| 銀     | ネルソン・ヴェールズ                                                                        | 自転車 | 男子スプリント             |
| 銀     | デビッド・グリルズ スティーヴ・ヘッグ R.パトリック・マクドノー レオナルド・ニッツ           | 自転車 | 男子4000m団体追い抜き      |
| 銀     | ロバート・バーランド                                                                        | 柔道   | 男子86kg以下級             |
| 銅     | トーマス・ジェファーソン                                                                    | 陸上   | 男子200m                   |
| 銅     | アントニオ・マッケイ                                                                        | 陸上   | 男子400m                   |
| 銅     | アール・ジョーンズ                                                                          | 陸上   | 男子800m                   |
| 銅     | ブライアン・ディーマー                                                                      | 陸上   | 男子3000m障害              |
| 銅     | アール・ベル                                                                                | 陸上   | 男子棒高跳                 |
| 銅     | デーブ・ロート                                                                              | 陸上   | 男子砲丸投                 |
| 銅     | ジョン・パウエル                                                                            | 陸上   | 男子円盤投                 |
| 銅     | キム・ターナー                                                                              | 陸上   | 女子100mハードル           |
| 銅     | ジョニ・ハントリー                                                                          | 陸上   | 女子走高跳                 |
| 銅     | ロン・キーフェル クラランス・クニックマン デイヴィス・フィニー アンドリュー・ウィーヴァー   | 自転車 | 男子チームタイムトライアル |
| 銅     | レオナルド・ニッツ                                                                          | 自転車 | 男子4000m個人追い抜き      |
| 銅     | エドワード・リディ                                                                          | 柔道   | 男子60kg以下級             |